# 黃鰭尾鯙
黃鰭尾鯙，輻鰭魚綱鰻鱺目鯙亞目鯙科的其中一種，分布於印度太平洋區，從東非至萊恩群島、馬克薩斯群島海域，棲息深度5-56公尺，體長可達62公分，為底棲性魚類，生活在珊瑚礁海域，屬肉食性，生活習性不明。

## 擴展閱讀
維基物種上的相關：黃鰭尾鯙